# Luigi Minchillo
Luigi Minchillo (San Paolo di Civitate, Italia; 17 de marzo de 1955 - Pésaro, Italia, 25 de septiembre de 2023) fue un boxeador italiano de la categoría de peso superwélter.

## Carrera

### Aficionado
En 1975 fue campeón aficionado de peso wélter. Participó en los Juegos Olímpicos de Montreal 1976 donde eliminó en la segunda ronda a Vitalis Bbegge de Uganda por abandono pero en la tercera ronda fue eliminado por Reinhard Skricek de Alemania Federal por decisión unánime, quien ganaría la medalla de bronce. Un año después gana la medalla de oro en los Juegos Mediterráneos de 1975 venciendo en la final a Živorad Jelisijević de Yugoslavia. Su carrera como aficionado fue de 10 victorias, cuatro derrota y un empate en 15 peleas.

### Profesional
Debutó como profesional en 1977 y dos años después fue campeón nacional de peso superwélter venciendo por knockout en el primer asalto a Clemente Gessi, el cual defendió exitosamente en cuatro ocasiones. El 1 de julio de 1981 ganó el título europeo venciendo a Louis Acaries, francés de origen argelino, por decisión unánime y con ello dejó el título de campeón italiano vacante.
El 26 de septiembre de ese año tuvo su primera pelea profesional fuera de Europa ante Roberto Durán en el Caesars Palace de Las Vegas que pierde por decisión dividida. Dos meses después tuvo su primer defensa exitosa del campeonato europeo venciendo a Claude Martin por knockout en el segundo asalto en Rennes.
El 30 de marzo de 1982 tuvo su segunda defensa exitosa del campeonato europeo en el Wembley Arena de Londres venciendo por decisión unánime a Maurice Hope de Inglaterra, y también lo retiraría del boxeo. El 22 de agosto de ese año defendió nuevamente con éxito el título europeo ante Jean-Andre Emmerich de Alemania Federal por TKO en el sexto asalto, y tuvo una nueva victoria ante Marijan Beneš de Yugoslavia por decisión dividida el 28 de octubre.
El 11 de febrero de 1984 tuvo su primer pelea por el título mundial del Consejo Mundial de Boxeo ante Thomas Hearns de Estados Unidos en Detroit, que terminó perdiendo por decisión unánime. Después tuvo una oportunidad por el título de la Asociación Mundial de Boxeo ante el entonces invicto Mike McCallum de Jamaica en Milán, pero perdió por TKO en el asalto 13.
Su carrera terminó el 29 de enero de 1988 luego de fracasar por conseguir el título europeo luego de perder ante René Jacquot de Francia en Rimini por TKO en el cuarto asalto. En toda su carrera el único que pudo vencerlo por la vía del knockout fue Sugar Ray Leonard y fue en su etapa de aficionado.

## Muerte
Minchillo falleció de un ataque cardíaco en Pésaro, Italia el 25 de septiembre de 2023 a los 68 años.